# Marius Dreyer
Marius Dreyer (né le 10 février 1930 à Hussein Dey en Algérie française et mort le 28 août 2016 à Colmar) est un ancien footballeur français. Il évoluait au poste d'attaquant.

## Carrière

### Joueur
- 1948-1952 :  SR Colmar
- 1952-1956 :  RC Strasbourg
- 1956-1957 :  AS Béziers